# Gregory Maass & Nayoungim
Gregory Maass (* 29. April 1967 in Hagen) und Nayoungim (Hangul 김 나영 Kim Nayoung) (* 13. März 1966 in Seoul, Südkorea) sind als Künstlerduo namens Gregory Maass & Nayoungim bekannt.
Gregory Maass & Nayoungim’s Arbeiten verbinden Philosophie, Psychologie, Kybernetik, Managementkybernetik, Grenzwissenschaft, Science-Fiction, Arts and Crafts Movement, Musik, Comics, Verschwörungstheorie, Subkultur, und Nahrungsmittel durch den Einsatz von Mitteln der Normalität, Perversion, Adaptation und Methodik. Sie sind Leiter der Kim Kim Gallery, die sich, je nach Situation, als wohltätige Organisation, in situ Kunstwerk, mit unkonventionellem Marketing arbeitender Kunsthandel, kuratorischer Ansatz, Ausstellungsdesigner, oder auch Verlag seltener Kunstbücher, beschreibt. Kurz als etwas, das nicht allzeit eindeutig unter dem Begriff Galerie zu erfassen ist. Sie treten nur selten öffentlich allein in Erscheinung.

## Leben
Gregory Maass wurde in Hagen, Nordrhein-Westfalen, geboren. Er arbeitete als Rettungssanitäter, bevor er nach Paris zog. Er studierte Philosophie an der Sorbonne Universität Paris IV und Kunst an der École nationale supérieure des beaux-arts de Paris, dem Institut des Hautes Études en Arts Plastiques (IHEAP) Paris (1993–1994) sowie an der Jan van Eyck Academie in den Niederlanden (1998–2000).
Nayoungim wurde in Seoul in Südkorea geboren. Sie studierte zuerst bildende Kunst und Bühnenbild an der Seoul National University und später freie Kunst an der École nationale supérieure des beaux-arts de Paris. Sie begegneten sich zum ersten Mal am 12. September 1991 während ihres Studiums an der ENSBA. Sie kommunizieren miteinander auf Französisch, Englisch und Koreanisch. Sie wurden am 30. Dezember 2008 in Hagen amtlich getraut.

## Kreativität
Gregory Maass & Nayoungim sind der Meinung, dass viele Menschen Intelligenz und Kreativität verwechseln. Außerdem gehen sie davon aus, dass psychische Erkrankungen in Wirklichkeit tendenziell ein stärkerer Indikator für Kreativität, als Intelligenz, seien. Psychopathologien künden eher von Kreativität als Intelligenz. Kreative Menschen sind mit Angst, Bestrafung und sozialer Ausgrenzung konfrontiert, da sie in der Lage sind Veränderungen herbeizuführen, was nicht immer willkommen ist. Es gibt einen gemeinsamen Ursprung von psychischer Störung und Kreativität; beide werden von denen, die sie aus erster Hand erleben, auf ähnliche Weise wahrgenommen und gefühlt. Es gibt auch eine Beziehung zu schweren Depressionen und Angstzuständen. Gregory Maass & Nayoungim sind davon überzeugt, dass Psychotizismus vorliegt, wenn Kreativität die Wahrnehmung der Welt auf eine Weise beeinflusst, die möglicherweise nicht mit der Realität übereinstimmt, wie jemand anderes sie wahrnimmt. Man geht davon aus, dass kreative Menschen einen höheren Psychotizismus-Index haben als weniger kreative Menschen. In der ersten Phase der Schöpfung entsteht aus einem Chaos eine große Anzahl von Beobachtungen, Informationen, Gedanken, Ideen und sogar Emotionen, währenddessen eine spezifische Ordnung geschaffen wird. Der Zusammenhang zwischen Kreativität und einigen Aspekten psychischer Erkrankungen besteht darin, dass Menschen mit diesen Störungen Realität anders wahrnehmen. Es ist eine Art Trennung von der Realität und ein Eintauchen in eine Welt, die im eigenen Kopf geschaffen wurde. Sie betrachten dies als einen Weg, den jemand anderes als beunruhigend empfinden und um jeden Preis meiden möchte.

## Methoden
Eine der dominanten Produktionsmethoden von Gregory Maass & Nayoungim wird von ihnen Frankensteining genannt. Das Wort Frankensteining ist eine rethorische Form der Antimeria. Gregory Maass & Nayoungim sammeln Objekte und Ideen verschiedenster Herkunft, zerlegen diese und setzen sie dann auf eine Weise wieder zusammen, die zu unvorhergesehenen Ergebnissen führt.

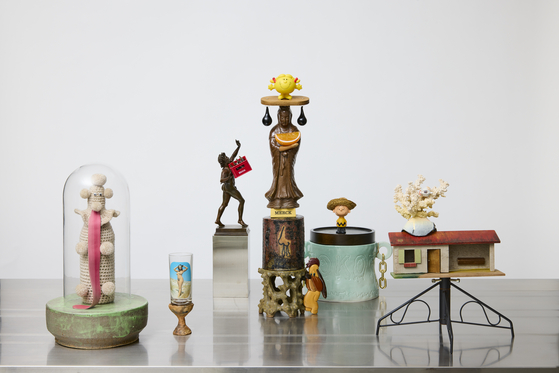
Von links nach rechts: "Size Matters," "Roman Gentleman's Goblet," "By Any Means Messassary (Dionysus)," "Amitabha Buddha," "Good Riddance (FOKOF)" und "Bikini Bottom". Ansicht der Paranoia Paradise Ausstellung in Ateliers Hermès, Seoul, 2025

## Werk

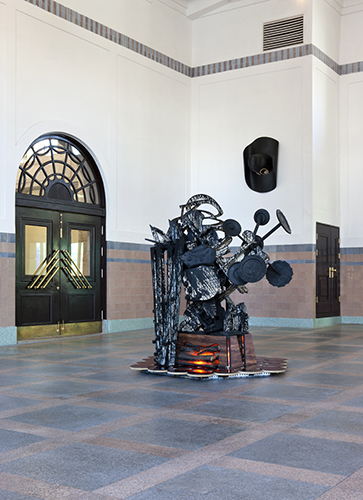
Psychotische Mickey Mouse, (Originaltitel: Psychotic Mickey Mouse) Vorplatz vom Hauptbahnhof in Seoul, 2012

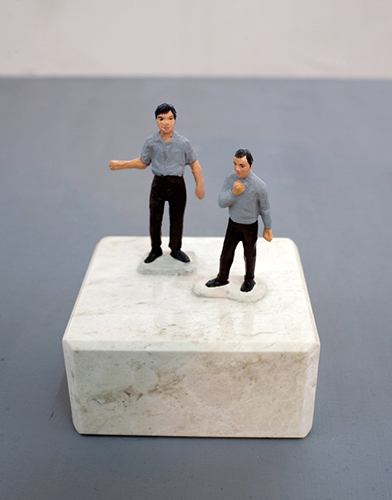
„Mister“, aus der Serie „Beziehungen, die nicht existieren.“ (Originaltitel: Relationships do not exist.) 2010

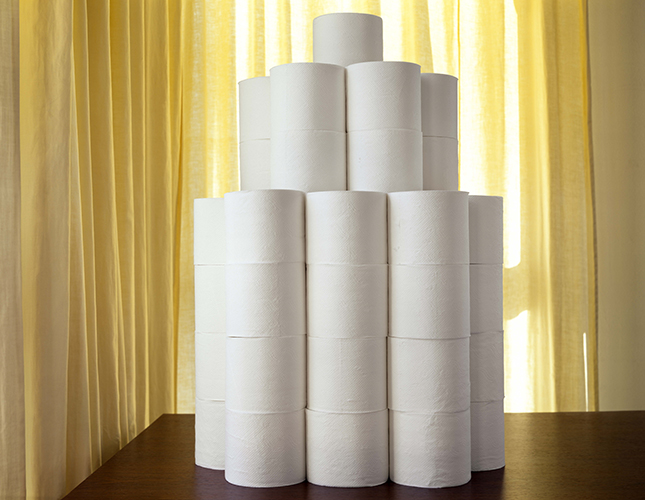
Arschwisch-Rakete, (Originaltitel: Arsewipe Rocket), Stillleben, Fotografie, Paris, 2008

Ihr Werk behandelt eine Reihe von Themenbereichen, einschließlich Skatologie, Survivalismus, und Managementkybernetik. Die beiden Künstler erscheinen selten in ihren eigenen Arbeiten.

### Toilettenpapier Stillleben
(Originaltitel: Toilet Paper Still Lifes) sind oft lebensgroße fotografische Darstellungen von Toilettenpapier-Arrangements auf Leinwand. Je nach Komposition sind die Fotografien als „Arsewipe rocket“, „torche-cul“ oder „Ass-ana“, betitelt.

### Beziehungen, die nicht existieren
Das Künstlerpaar ist vielleicht am besten für seine Miniaturen namens „Beziehungen, die nicht existieren“ (Originaltitel: Relationships Do Not Exist) bekannt. Es handelt sich um eine Gruppe von Skulpturen, die eine der umfangreichsten Serien im Werk von Gregory Maass & Nayoungim ist.„Beziehungen, die nicht existieren“ sind ikonische Arbeiten von philosophischem Scharfsinn und visuellem Humor. Der Titel stammt von dem Ausspruch des berühmten französischen Psychoanalytikers Jacques Lacan:  „sexuelle Beziehungen, die nicht existieren“, (im Original „Il n'y a pas de rapport sexuel“). Aus einem großen Fundus von Spielzeugfiguren aus den 1950er Jahren bis in die heutige Zeit wird eine Auswahl verlesen und in komplizierten Prozessen zerstückelt und daraufhin zu neuen Figuren zusammengesetzt, bemalt und auf Sockeln von ehemaligen Sporttrophäen in Beziehung gesetzt. Gregory Maass & Nayoungim nennen diesen Vorgang eine Anpassungsmethode: „Erst kannibalisieren wir die Figuren, um sie dann zu frankensteinen.“

### Ein Schneemann für Busan
(Originaltitel: A Snowman for Busan) ist ein Kunstwerk im öffentlichen Raum in Busan, einer Stadt, in der es nur selten schneit. Es handelt sich um einen Schneemann aus verchromtem Stahl, der auf dem Wasserspeicher eines örtlichen Kindergartens installiert wurde.

### Mona Lisa Overdrive
Mona Lisa Overdrive ist ein Monument aus dem Jahre 2008, das zuerst vor dem Hauptbahnhof von Seoul installiert wurde. Es besteht aus Plastikresten, Schaumstoff, Matratzen, Spielzeug, Haushaltsgegenständen und einem Stahlrahmen. Die Oberfläche der Skulptur wurde durch PU-Expansionsschaum versteift. Die gesamte Konstruktion ist mit Resten von Fassadenfarben bemalt worden. Das Antlitz stellt die Vergangenheit, Gegenwart und Zukunft der Stadt Seoul dar.

## Ausstellungen

### Tränen vor Langeweile
(Tears Of Boredom)
Gregory Maass’ erste Einzelausstellung „Tränen vor Langeweile“ fand 1991 in Hagen, statt. Sie bestand aus tautologischen Darstellungen von Erdnüssen. Großformatige Erdnussbutter Gemälde, die Erdnüsse darstellten, schwarz-weiß Fotografien von Erdnüssen und Installationen und Erdnüsse, die in Tensegrity positioniert waren.

„Nach Nayoungim ‚… verbrachte [er] die meiste Zeit in den ersten Jahren an der Kunstakademie damit, mit Erdnüssen zu arbeiten und Aufnahmen von Gemüsekonstruktionen zu machen. Er hat sogar eine Abschlussprüfung eines Morphologiekurses mit einer massiven Gipserdnuss absolviert, die er nur mit Mühe auf den Prüfungstisch heben konnte‘.“

### Der frühe Wurm fängt den Vogel
(Originaltitel: The Early Worm Catches The Bird) war eine Ausstellung des Duos, die von den verschiedenen Formen des Erfolgs in der Kunst handelte. Seien es Ruhm und Ehre, Geld und Macht oder der gewünschte Ausgang eines Versuchs. Der Titel stammt von Genesis P-Orridge´s erster Schallplattenaufnahme mit Worm. „Im Sommer von 1968 machte Worm seine erste und einzige Schallplattenaufnahme, Early Worm genannt in der Mansarde der Eltern von Megson in Solihull. Sie wurde im November von Deroy Sound Services in Manchester als Vinylschallplatte gepresst. Nur eine einzige Kopie wurde produziert. Ein zweites Album, Catching the Bird, wurde zwar aufgenommen aber nie gepresst.“

### Der schöne Tofu
(Originaltitel: The Handsome Tofu) „Tofu verkörpert Milde, Nahrhaftigkeit, Reinheit, geformte Formlosigkeit, geschmackvolle Geschmacklosigkeit, die crème de la crème, Exklusivität, Friedlichkeit und so weiter, dies war die Inspiration der Ausstellung.“ Die Ausstellung wurde vom Department for Philosophy and Art der Stadt Assen in Nord-Holland organisiert.

### Das Überleben der Beschissesten
(Originaltitel: Survival of the Shitest) war eine Ausstellung die mit Hilfe geistig kranker Patienten im 3bisF Raum für Zeitgenössische Kunst in Aix-en-Provence, Frankreich realisiert wurde. Das Kunstzentrum befindet sich innerhalb der Mauern einer Psychiatrie. Gregory Maass & Nayoungim zeigten Werke wie „This is punk“ und „Hunter S. Thompson´s Spiegelsonnenbrille“.

## Interviews
- Videointerview mit Gregory Maass & Nayoungim während ihrer Ausstellung „The Early Worm“ nayoungim-maass.com, vimeo.com
- „Octavianus“, ein Videointerview mit Gregory Maass und Yiso Bahc (1998)
- „Pièce Unique“, ein Interview mit Gregory Maass zu den Arbeiten von Robert Estermann (2013) kimkimgallery.com Robert Estermann
- „Corner Station Interview 005“, Radio-Interview mit Gregory Maass, Ji Yoon Yang und Douglas Park (2013) kimkimgallery.com Audiolink kimkimgallery.com
- "Diarrhea-Causes, Symptoms & Treatment", ein Interview/Manifesto mit Gregory Maass & Nayoungim zum Anlass ihrer Ausstellung "Paranoia Paradise"[12]

## Auszeichnungen und Stipendien
- Institut des Hautes Études en Arts Plastiques Paris (1993–1994)
- Jan van Eyck Academie Holland (1998–2000)
- Atelier Rondo, Kultur Service Gesellschaft Steiermark, Atelierstipendium, Rondo (Graz) Österreich (2008)
- United Sardine Factory Atelierstipendium, Bergen, Norwegen (2007)
- NKD, Atelierstipendium, Dale, Norwegen (2006)
- Lademoen Kunstnerverksteder Atelierstipendium, Trondheim, Norwegen (2006)
- Cité Internationale des Arts Paris, AFAA Atelierstipendium, Paris, Frankreich (2004)
- Boswil Artists’ House Foundation Atelierstipendium, Boswil, Schweiz
- Korean Film Commission Stipendium, Seoul, Südkorea, 2002
- Samsung Unni Atelier, Samsung Culture & Arts Foundation Atelierstipendium, Seoul, Südkorea (2001)
- Parc St.-Leger Centre d’Art Contemporain Atelierstipendium, Pougues-les-eaux, Frankreich (2000)
- Joseph Ebstein Preis für Skulptur, Paris, Frankreich (1997)

## Einflüsse
Gregory Maass & Nayoungim behaupten von Robert Filliou´s „Prinzip der Äquivalenz“, welches besagt, dass „gut gemacht“, „schlecht gemacht“, „nicht gemacht“ drei äquivalente Annahmen sind, sowie durch die Schriften von Philip K. Dick in ihrem Schaffen beeinflusst zu sein.